# Heltborg Sogn
Heltborg Sogn er et sogn i Sydthy Provsti (Aalborg Stift).
Heltborg Sogn hørte til Refs Herred i Thisted Amt. I 1800-tallet var sognet anneks til Visby Sogn i Hassing Herred. Visby-Heltborg sognekommune blev ved kommunalreformen i 1970 indlemmet i Sydthy Kommune, som ved strukturreformen i 2007 indgik i Thisted Kommune.
I Heltborg Sogn ligger Heltborg Kirke, og i den nedlagte skole er nu indrettet Heltborg Museum.
I sognet findes følgende autoriserede stednavne:
- Ginnerup (bebyggelse, ejerlav)
- Heltborg (bebyggelse, ejerlav)
- Kjæstrup (bebyggelse, ejerlav)
- Lundhøj (areal)
- Slyngborg (bebyggelse)
- Toftum (bebyggelse)
- Ullerup (bebyggelse, ejerlav)